# Winter-Universiade 2013
Die 26. Winter-Universiade sollte zunächst vom 30. Januar bis zum 9. Februar 2013 in der slowenischen Stadt Maribor ausgetragen werden und wäre damit die erste Universiade auf slowenischem Boden gewesen.
Am 16. März 2012 gab die FISU bekannt, der Stadt Maribor die Austragungsrechte entzogen zu haben. Grund dafür waren ernsthafte Verzögerungen beim Aufbau der Sportstätten und schließlich der Rücktritt des gesamten Organisationskomitees. Als neuer Ausrichter wurde die italienische Region Trentino benannt.

## Bewerbung
Maribor war der einzige Bewerber um die Austragung der Winter-Universiade 2013. Auch Almaty (Kasachstan) und Calgary (Kanada) hatten Interesse an einer Bewerbung gezeigt, sahen aber davon ab. Almaty bekam später den Zuschlag für die Winter-Universiade 2017. Das Gesamtbudget der Veranstaltung sollte 252,6 Millionen Euro betragen, davon sollten 71,8 Millionen Euro auf Investitionen für neue Sportstätten, 158 Millionen Euro für den Bau und die Sanierung von Unterkünften und 22,8 Millionen Euro für sonstige Infrastruktur, wie Straßen, Gondelbahnen usw. entfallen. Etwa 70 % des Budgets sollten auch nach der Universiade dem Tourismus zugutekommen.

## Teilnehmer
| Teilnehmer der Winter-Universiade 2013 | Teilnehmer der Winter-Universiade 2013 | Teilnehmer der Winter-Universiade 2013 |
| Europa (1153 Athleten aus 33 Ländern) | Europa (1153 Athleten aus 33 Ländern) | Europa (1153 Athleten aus 33 Ländern) |
| --- | --- | --- |
| - Aserbaidschan (3) - Belarus (18) - Belgien (9) - Bosnien und Herzegowina (5) - Bulgarien (12) - Deutschland (26) - Estland (14) - Finnland (34) - Frankreich (35) - Georgien (2) - Großbritannien (55) | - Italien (101) - Kroatien (10) - Lettland (28) - Litauen (6) - Mazedonien (2) - Monaco (1) - Niederlande (13) - Norwegen (34) - Österreich (32) - Polen (85) - Russland (184) | - San Marino (1) - Schweden (58) - Schweiz (57) - Serbien (9) - Slowakei (47) - Slowenien (34) - Spanien (31) - Tschechien (71) - Türkei (27) - Ukraine (92) - Ungarn (17) |
| Amerika (215 Athleten aus 4 Ländern) | | |
| - Brasilien (1) - Kanada (106) | - Mexiko (2) | - Vereinigte Staaten (106) |
| Asien (326 Athleten aus 10 Ländern) | | |
| - China, Volksrepublik (58) - Chinesisch Taipeh (6) - Hongkong (1) - Indien (10) | - Iran (3) - Japan (119) - Kasachstan (54) | - Korea, Rep. (70) - Mongolei (4) - Thailand (1) |
| Ozeanien (28 Athleten aus 2 Ländern) | | |
| - Australien (21) | - Neuseeland (7) | |
| Afrika (1 Athleten aus 1 Land) | | |
| - Südafrika (1) | | |
| (Anzahl der Athleten) * erstmalige Teilnahme an der Winter-Universiade | | |

## Sportarten
Bei der Winter-Universiade 2013 wurden insgesamt 66 Wettbewerbe in elf Sportarten ausgetragen, davon 33 für Männer, 29 für Frauen und vier für gemischte Mannschaften. Die meisten Disziplinen sind international anerkannt und werden auch bei anderen sportlichen Großveranstaltungen wie den Olympischen Winterspielen 2014 ausgetragen. Ausnahmen bilden etwa der Wettbewerb im Synchroneiskunstlaufen und der Mixed-Team-Sprint im Skilanglauf.

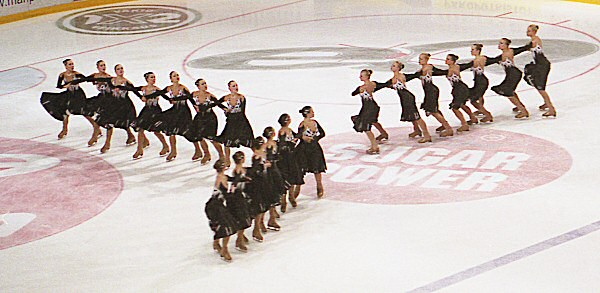
Synchroneiskunstlauf ist auch 2013 im Programm der Winter-Universiade, hier die Marigold IceUnity, der Silbermedaillengewinner von 2011

| Sportart              | Männer | Frauen | Mixed | Gesamt |
| --------------------- | ------ | ------ | ----- | ------ |
| Biathlon              | 4      | 4      | 1     | 9      |
| Curling               | 1      | 1      |       | 2      |
| Eishockey             | 1      | 1      |       | 2      |
| Eiskunstlauf          | 1      | 2      | 2     | 5      |
| Freestyle-Skiing      | 2      | 2      |       | 4      |
| Nordische Kombination | 3      |        |       | 3      |
| Shorttrack            | 4      | 4      |       | 8      |
| Ski Alpin             | 5      | 5      |       | 10     |
| Skispringen           | 3      | 1      |       | 4      |
| Skilanglauf           | 5      | 5      | 1     | 11     |
| Snowboard             | 4      | 4      |       | 8      |

## Zeitplan
| Disziplin             | Di. 10.  | Mi. 11.  | Do. 12.  | Fr. 13.  | Sa. 14.  | So. 15.  | Mo. 16.  | Di. 17.  | Mi. 18.  | Do. 19.  | Fr. 20.  | Sa. 21.  | Ent- schei- dungen |
| Disziplin             | Dezember | Dezember | Dezember | Dezember | Dezember | Dezember | Dezember | Dezember | Dezember | Dezember | Dezember | Dezember | Ent- schei- dungen |
| --------------------- | -------- | -------- | -------- | -------- | -------- | -------- | -------- | -------- | -------- | -------- | -------- | -------- | ------------------ |
| Eröffnungsfeier       |          |          |          |          |          |          |          |          |          |          |          |          |                    |
| Biathlon              |          |          |          | 2        |          | 2        | 2        |          | 1        |          | 2        |          | 9                  |
| Curling               |          |          |          |          |          |          |          |          |          |          | 2        |          | 2                  |
| Eishockey             |          |          |          |          |          |          |          |          |          |          | 1        | 1        | 2                  |
| Eiskunstlauf          |          |          | 1        | 1        | 1        | 1        |          |          |          |          |          |          | 4                  |
| Eisschnelllauf        |          |          |          | 2        | 2        | 2        |          | 2        | 2        | 2        |          |          | 12                 |
| Freestyle-Skiing      |          |          |          |          |          | 2        |          |          | 2        |          |          |          | 4                  |
| Nordische Kombination |          |          |          | 1        |          |          | 1        |          | 1        |          |          |          | 3                  |
| Shorttrack            |          |          |          |          |          |          |          |          | 2        | 2        | 4        |          | 8                  |
| Ski Alpin             |          |          |          | 2        | 1        | 1        |          | 1        | 1        |          | 4        |          | 10                 |
| Skilanglauf           |          |          | 2        |          | 2        | 1        |          | 2        |          | 2        | 1        | 1        | 11                 |
| Skispringen           |          |          |          |          | 2        |          |          | 1        | 1        |          | 1        |          | 5                  |
| Snowboard             |          |          | 2        |          | 2        |          |          | 2        |          |          |          | 2        | 8                  |
| Schlussfeier          |          |          |          |          |          |          |          |          |          |          |          |          |                    |
| Entscheidungen        |          |          | 5        | 9        | 10       | 9        | 3        | 8        | 10       | 6        | 15       | 4        | 78                 |
|                       | Di. 10.  | Mi. 11.  | Do. 12.  | Fr. 13.  | Sa. 14.  | So. 15.  | Mo. 16.  | Di. 17.  | Mi. 18.  | Do. 19.  | Fr. 20.  | Sa. 21.  | Gesamt             |
| Dezember              |          |          |          |          |          |          |          |          |          |          |          |          | Gesamt             |

Farblegende